# Lenguas bwaidoganas
Las lenguas bwaidoganas son un grupo de lenguas oceánicas occidentales del subgrupo de Punta Papú.

## Comparación léxica
Los numerales reconstruidos para diferentes ramas de lenguas bwaidoganas son:
| GLOSA | Bwaidoka       | Diodio           | Iamalele    | Iduna    | Koluwawa (kalokalo) | Maiadomu | PROTO- BWAIDOGANO   |
| ----- | -------------- | ---------------- | ----------- | -------- | ------------------- | -------- | ------------------- |
| 1     | seyana         | ifokeyana        | ʔaitamogana | saʔeyana | kai-tamoga          | tamoɣana | *tamoga / *saʔeyana |
| 2     | luwei          | iluyedi          | ʔailuga     | luhei    | kai-bweivu          | kai-uɣa  | *luwei              |
| 3     | toiye          | itoi             | ʔaitonu     | tohiye   | kai-tonu            | kai-tonu | *tonu               |
| 4     | laufuli        | laufuli          |             | laufuli  | laufulina           | fulina   | *fuli               |
| 5     | nima- fafalina | nimafa- kewatamo | nima vaiʔai | nimada   | nimayavai           | dimanina | *nima-              |
| 6     | 5+1            | 5+1              |             | 5+1      | 5+1                 | 5+1      | *5+1                |
| 7     | 5+2            | 5+2              |             | 5+2      | 5+2                 | 5+2      | *5+2                |
| 8     | 5+3            | 5+3              |             | 5+3      | 5+3                 | 5+3      | *5+3                |
| 9     | 5+4            | 5+4              |             | 5+4      | 5+4                 | 5+4      | *5+4                |
| 10    | 5x2            | 5x2              |             | 5x2      | 5+5                 |          | *5x2                |